# Liliane Tiger
Liliane Tiger (née le 13 mars 1985 à Prague) est une  actrice de films pornographiques tchèque.

## Biographie
Liliane Tiger a joué dans une centaine de films (Gang bang, Anal & DP) qui l'ont rendue populaire.
Elle possède plusieurs tatouages dont un sur l'épaule gauche et un remarquable en forme de cœur en flammes au niveau du pubis, qu'elle garde de ce fait toujours intégralement épilé.

## Nominations
- 2005 : AVN Award – Female Foreign Performer of the Year
- 2006 : AVN Award – Female Foreign Performer of the Year
- 2007 : AVN Award - Female Foreign Performer of the Year
- 2007 : AVN Award - Best Sex Scene in a Foreign-Shot Production (Rocco’s More Sluts in Ibiza – nommée avec Rocco Siffredi)
- 2008 : AVN Award – Female Foreign Performer of the Year

## Filmographie sélective
- Multiple POV 2 (2003)
- Gangland 51 (2004)
- Euro Angels Hardball 24 (2004)
- Cum Filled Asshole Overload 1 (2004)
- Anal Cavity Search (2005)
- Anal Excursions 2 (2005)
- Apple Bottomz (2005)
- Apprentass 3 (2005)
- Ass Fukt (2005)
- Asstravaganza 1 (2005)
- Asswhole 2 (2005)
- Babelicious (2005)
- The Best by Private 69: Ass to Mouth (2005)
- Big Butt Brotha Lovers 6 (2005)
- Big Toys No Boys 4 (2005)
- Black on White Crime 6 (2005)
- Butt Gallery 3 (2005)
- Internal Cumbustion 7 (2005)
- Rocco Ravishes Ibiza 2 (2005)
- 2006 : In Bed with Doc Gynéco de François Regis (Marc Dorcel)
- Crack Her Jack 5 (2006)
- Extasy Fuck VIP (2007)
- Russian institute 7